# مردگان متحرک: مرز جدید
مردگان متحرک: مرز جدید (به انگلیسی: The Walking Dead: A New Frontier) یک بازی رایانه‌ای در سبک ماجراجویی گرافیکی است که قسمت اول آن در ۲۰ دسامبر ۲۰۱۶ توسط تل‌تیل گیمز ساخته و منتشر شده‌است. این بازی سومین فصل از مجموعه بازی مردگان متحرک می‌باشد و داستان آن در ادامه فصل دوم روایت می‌شود. فصل سوم بازی ادامه داستان شخصیت کلمنتاین (با صدای ملیسا هاچیسون) و شخصیت جدیدی به نام هاویر گارسیا (با صدای جف شاین) را روایت می‌کند. تل‌تیل چهارمین و آخرین فصل از مردگان متحرک را با نام مردگان متحرک: فصل پایانی در اوت ۲۰۱۸ منتشر کرد.

## داستان

### قسمت اول
داستان بازی در آستانه شیوع بیماری، و با معرفی خانواده گارسیا شامل دو برادر به نام‌های هاویر (شخصیت قابل کنترل) و دیوید، شروع می‌شود. پدر خانواده، سالوادور گارسیا به دلیل سرطان جان خود را از دست داده و تبدیل به واکر(زامبی) می‌شود و همسر خود را گاز می‌گیرد. دیوید برای بردن مادرش به بیمارستان از هاویر جدا شده و خانواده خود یعنی همسرش کیت و فرزندانش ماریانا و گیب، را به وی می‌سپارد. چهار سال بعد هاویر به همراه خانواده دیوید، برای در امان ماندن از واکرها به یک مرکز دفع زباله می‌روند ولی در آنجا افراد ناشناس به هاویر حمله کرده و او را بیهوش می‌کنند. درست زمانی که مهاجمین مشغول بردن هاویر به یک نقطه نامعلوم هستند یک درخت روی جاده سقوط کرده و باعث رهایی هاویر می‌شود و او را با نوجوانی به نام کلمنتاین (شخصیت اصلی دو فصل قبلی) آشنا می‌کند. هاویر به همراه کلمنتاین به شهر کوچکی به نام پرسکات می‌رود و با تریپ، کنراد و فرانسین آشنا می‌شود. زمانی که هاویر مشغول گفتگو با کنراد و فرانسین است، کلمنتاین با یک فروشنده اسلحه به نام الی درگیر می‌شود. ظاهراً الی به کلمنتاین کلک زده و به او تیرهای معیوب فروخته‌است، در نهایت کلمنتاین به‌طور غیرعمد الی را به قتل می‌رساند. در اینجا دو انتخاب وجود دارد حمایت از کلمنتاین یا گفتن حقیقت ماجرا، در صورت حمایت کردن، تریپ هر دو نفر را زندانی می‌کند ولی با گفتن حقیقت آنها آزاد می‌شوند. بعد از این ماجرا هاویر برای درمان زخم خود پیش دکتری به نام النور می‌رود، و النور پیشنهاد می‌دهد که می‌تواند آنها را مخفیانه از پرسکات فراری دهد. دو انتخاب شکل می‌گیرد رفتن از پرسکات با تریپ یا النور. صبح روز بعد هاویر و کلمنتاین با شخص انتخابی راهی محل دفع زباله می‌شوند تا خانواده هاویر را نجات دهند. بعد از اینکه هاویر به خانواده خود می‌رسد همان افراد ناشناس دوباره حمله کرده و ماریانا را کشته و به کیت تیر می‌زنند. دو انتخاب شکل می‌گیرد، ماندن با کلمنتاین و جنگیدن یا فرار کردن با خانواده، بعد از این قسمت اول به پایان می‌رسد.

### قسمت دوم
این قسمت با توجه به انتخاب‌های قسمت قبل دو شروع مختلف دارد. در صورت ماندن با کلمنتاین، آنها به جنگیدن ادامه داده و بعد ماریانا را دفن می‌کنند. بعد از این کلمنتاین در مورد گروهی به نام مرز جدید (New Frontier) به هاویر اطلاع می‌دهد و آنها به پرسکات برمیگرند. در صورت فرار کردن هاویر مستقیماً به پرسکات می‌رود. در هر صورت مهاجمین که از گروه مرز جدید هستند به پرسکات حمله کرده و فرانسین را می‌کشند، هاویر می‌تواند تسلیم شود یا بجنگد. با این حال آنها شهر را نابود کرده و افراد باقی مانده از آنجا فرار می‌کنند. گروه برای بردن کیت به بیمارستان تصمیم می‌گیرد به شهر ریچموند برود. النور و کیت با یک ماشین به سمت ریچموند حرکت می‌کند و بقیه گروه برای کشتن واکرها آنجا می‌مانند. بعد از این اتفاق، گروه با فردی به نام مسیح آشنا می‌شود که به آنها می‌گوید گروه مرز جدید، ریچموند را تصرف کرده‌است. گروه، برای نجات کیت و النور به سرعت از طریق یک تونل به سمت شهر می‌رود، در طول مسیر کلمنتاین اعتراف می‌کند که قبلاً عضو گروه مرز جدید بوده‌است. کنراد حرف کلمنتاین را شنیده و اصرار می‌کند که آنها باید کلمنتاین را در ازای غذا و کمک‌های پزشکی با مرز جدید مبادله کنند. هاویر دو انتخاب دارد قبول حرف کانرد و تحویل دادن کلمنتاین یا کشتن کانرد. اگر کانرد کشته شود کلمنتاین از آنها جدا می‌شود در غیر این صورت او مجبور به همراهی گروه می‌شود. بعد از خارج شدن از تونل، هاویر کیت را یافته و متوجه می‌شود که النور برای آوردن کمک به ریچموند رفته‌است. سرانجام آنها با یا بدون کلمنتاین به شهر رسیده و تقاضای کمک می‌کنند. در این لحظه معلوم می‌شود رئیس مرز جدید برادر هاویر یعنی دیوید بوده‌است.

### قسمت سوم
بعد از ملاقات با دیوید، کیت و گیب به همراه وی به بیمارستان می‌روند و هاویر به همراه دیگران راهی قرنطینه می‌شوند. در نهایت دیوید به سراغ هاویر آمده و آنها با هم نزد کیت می‌روند و با دوست صمیمی دیوید یعنی ایوا ملاقات می‌کنند. به نظر می‌رسد که کیت از بودن در کنار دیوید ناراحت است و به هاویر اصرار می‌کند که از آنجا بروند. بعد از بازگشت دیوید، دو برادر به کلیسای ریچموند رفته و با شورای حاکم بر مرز جدید ملاقات می‌کنند. مشخص می‌شود که دیوید به همراه سه نفر دیگر یعنی ژان، کلنت و لینگارد گروه مرز جدید را اداره می‌کنند و هر کدام مسئولیت‌های خاصی دارند. در این لحظه مکس که به همراه بدجر مسئول حمله به پرسکات بود سر رسیده و به هاویر اتهام دزدی می‌زنند. صرف نظر از انتخابات هاویر، شورا تصمیم به اخراج هاویر و دیگر اعضای گروه از ریچموند را می‌گیرد. هاویر به توصیه دیوید تصمیم می‌گیرد که گروه خود را به یک انبار بزرگ ببرد. اگر کنراد زنده باشد هاویر می‌تواند به او اعتماد کرده و او را مسلح کند یا این کار را انجام ندهد. در هر صورت با ملحق شدن کلمنتاین به هاویر آنها به انبار می‌رسند، اگر به کنراد اسلحه نداده باشید وی کشته می‌شود در غیر این صورت زنده می‌ماند. درون انبار، کلمنتاین به آنها می‌گوید که دیوید، آلوین جونیور (فرزند ربکا در فصل قبل) را با زور از او گرفته و به همین دلیل قصد دارد از دیوید انتقام بگیرد، ولی دیوید از راه رسیده و به کلمنتاین می‌گوید که ای جی نمرده‌است و نزد دکتر لینگارد می‌باشد. تریپ که هنوز از غارت پرسکات عصبانی است می‌فهمد که تمام تدارکات موجود در شهر را به انبار انتقال داده‌اند. دیوید ادعا می‌کند که از این مسئله هیچ اطلاعی نداشته و افرادش سر خود این کار را انجام داده‌اند. هنگامی که گروه مشغول صحبت است، بدجر و مکس وارد انبار می‌شوند و مورد حمله هاویر و دیوید قرار می‌گیرند، مکس اعتراف می‌کند که تمام این کارها با دستور ژان انجام شده‌است. بدجر بدست هاویر کشته می‌شود، کشتن یا نکشتن مکس به تصمیم هاویر بستگی دارد. بعد از این، هاویر به همراه افرادش مخفیانه وارد ریچموند شده و به سراغ کیت می‌روند. کیت اصرار می‌کند که با هم از ریچموند بروند، هاویر می‌تواند درخواست کیت را پذیرفته یا رد کند. اگر هاویر با کیت موافقت کند آنها بدون گیب از بیمارستان بیرون رفته و گیر نیروهای مرز جدید می‌افتند. هاویر می‌تواند با پرت کردن حواس آنها کیت را فراری دهد. اگر خواسته کیت را قبول نکنید هاویر به همراه کیت و گیب به منزل دیوید رفته و هاویر آنها را به ایوا می‌سپارد. در نهایت هاویر با خواسته خود یا به زور نزد شورا می‌رود و در مورد رفتار ژان به دیگر اعضای شورا یعنی کلنت و لینگارد هشدار می‌دهد. اگر مکس زنده باشد می‌تواند شهادت دهد ولی در هر صورت ژان اعضای شورا را فریب داده و دیوید را خلع مقام می‌کند. نیروهای امنیتی از راه رسیده و هر دو برادر را دستگیر می‌کنند.

### قسمت چهارم
بدستور ژان، هاویر به زندان افتاده و دیوید برای محاکمه نزد شورا می‌رود. هاوی موفق به فرار از زندان شده و نزد اعضای گروه می‌رود تا نقشه ای برای کمک به دیوید بکشند. بعد از این، او به همراه ایوا و گیب به مرکز ریچموند وارد می‌شوند تا مقداری سلاح بردارند، ولی هاویر مجروح شده و برای پانسمان کردن خود به کلینیک پزشکی می‌رود. درون کلینیک وی، با کلمنتاین و لینگارد مواجه می‌شود. کلمنتاین قصد دارد مکان ای جی را از دکتر بپرسد ولی او بیهوش است. بعد از مدتی لینگارد بیدار شده و به آنها می‌گوید که محل نگهداری ای جی را می‌داند ولی تنها در صورتی آن را می‌گوید که آنها او را بکشند. دو انتخاب وجود دارد، کشتن یا نکشتن دکتر لینگارد، اگر وی را بکشید قبل از مرگ مکان ای جی را به کلمنتاین اطلاع می‌دهد، در هر صورت هاویر و افرادش با مقداری مهمات نزد گروه برمیگردند. بعد از این ماجرا، هاوی به همراه کلمنتاین، کیت و گیب یک کامیون را برای فرار از ریچموند می‌دزدند و منتظر ایوا می‌شوند تا زمان حرکت را به آنها اطلاع دهد. در این لحظه هاویر می‌تواند با خیانت به دیوید، با کیت وارد رابطه شود یا به برادرش خیانت نکند. در هر حال، هاویر، کلمنتاین و گیب برای کمک به گروه به مرکز شهر می‌روند و متوجه می‌شوند که تریپ و ایوا دستگیر شده‌اند و دیوید نیز قرار است اعدام شود. ژان به هاویر می‌گوید که می‌تواند از بین تریپ و ایوا یک نفر را نجات دهد، با این وجود ژان کلک زده و انتخاب هاویر را برعکس اجرا می‌کند. با اصرار کلینت، ژان به تمام گروه فرصت می‌دهد تا برای همیشه ریچموند را ترک کنند و دو انتخاب شکل می‌گیرد: کشتن ژان یا قبول کردن حرف او. اگر ژان کشته شود، کلینت فرار می‌کند و کیت با کامیون برای کمک می‌رسد، ولی کامیون منفجر شده و گله واکرها وارد ریچموند می‌شود. در صورت قبول کردن معامله، دیوید کلینت را می‌کشد، و ژان فرار می‌کند و همین اتفاقات تکرار می‌شود. اگر کنراد زنده باشد امکان دارد در این لحظه کشته شود. قسمت چهارم با ورود واکرها به ریچموند به پایان می‌رسد.

### قسمت پنجم
با ورود واکرها به شهر، یک هرج و مرج بزرگ شکل گرفته و مردم بیگناه کشته می‌شوند. هاویر و دیوید بعد از پیدا کردن کیت، گروه را جمع کرده و برای طرح نقشه به منزل دیوید می‌روند. بعد از استراحتی کوتاه، گروه به سرپرستی دیوید برای پیدا کردن چند ماشین به سمت یک گاراژ می‌روند. در طول این مسیر تریپ یا ایوا (بسته به انتخابات قسمت قبل) کشته می‌شوند. هنگامی که گروه با موفقیت به گاراژ می‌رسد، دیوید اصرار می‌کند که آنها باید از ریچموند بروند و مردم را رها کنند. کیت که از تصمیم دیوید عصبانی است اعتراف می‌کند که دیگر علاقه ای به او ندارد. دیوید عصبانی شده و با هاویر گلاویز می‌شود ولی در انتها کلمنتاین با تهدید کردن دیوید دعوا را خاتمه می‌دهد. دیوید و گیب با یک ماشین فرار می‌کنند و هاویر، کلمنتاین و گیب را پشت سر می‌گذارند. در این لحظه مهم‌ترین انتخاب بازی شکل می‌گیرد. بسته به تصمیمات شما در طول فصل این انتخاب‌ها متفاوت است
پایان اول: اگر هاویر و کلمنتاین به کمک دیوید و گیب بروند و کیت را برای نجات شهر بفرستند، هم دیوید و هم گیب زنده می‌مانند، ولی کیت تبدیل به واکر می‌شود و هاویر او را می‌کشد. سه روز بعد صلح به شهر برمیگردد و کلمنتاین از هاویر خداحافظی کرده و برای پیدا کردن ای جی از ریچموند خارج می‌شود.
پایان دوم: اگر هر سه نفر برای نجات ریچموند بروند می‌توانند با کمک مسیح و افرادش واکرها را از شهر بیرون کنند و شهر را نجات دهند ولی دیوید و گیب جان خود را از دست می‌دهند. بسته به انتخابات نهایی در فصل دوم بازی، برخورد کلمنتاین با گیب متفاوت است. سه روز بعد صلح به شهر برگشته و کلمنتاین برای پیدا کردن ای جی از آنجا می‌رود.
پایان سوم: هاویر به تنهایی برای پیدا کردن دیوید و گیب می‌رود و نجات شهر را به کیت و کلمنتاین می‌سپارد. هاویر موفق به پیدا کردن آنها می‌شود ولی چون تنها است فقط می‌تواند گیب را نجات دهد و دیوید کشته می‌شود. هنگامی که هاویر و گیب نزد کلمنتاین می‌روند متوجه می‌شوند که کیت مفقود شده‌است و کسی از او خبری ندارد (احتمالاً مرده). سه روز بعد کلمنتاین از شهر خارج می‌شود تا ای جی را پیدا کند
پایان چهارم: هاویر و کیت برای نجات شهر می‌روند و کلمنتاین به تنهایی نزد دیوید و گیب می‌رود. شهر نجات پیدا کرده، ولی دیوید کشته می‌شود و گیب نجات پیدا می‌کند. سه روز بعد کلمنتاین شهر را ترک می‌کند تا ای جی را پیدا کند.
فصل سوم مردگان متحرک، یک پایان اصلی دارد ولی بسته به تصمیمات شما افراد مختلفی در انتها زنده می‌مانند.

## قسمت‌ها
| شم. کلی | شم. در فصل | عنوان                    | کارگردان     | نویسنده                                                                                   | Original release date |
| ------- | ---------- | ------------------------ | ------------ | ----------------------------------------------------------------------------------------- | --------------------- |
| ۱۲      | ۱          | «روابط انسان ها-بخش اول» | جیسون لاتینو | برد کین نیک برکون آدام داگلاس لورا جکمن دن مارتین دزیره پروکتور پیر شورت                  | ۲۰ دسامبر ۲۰۱۶        |
| ۱۳      | ۲          | «روابط انسان ها-بخش دوم» | ربکا آرکوویچ | برد کین نیک برکون مایکل چانگ آدام داگلاس لورا جکمن دن مارتین اوان اسکولنیک تیموتی ویلیامز | ۲۰ دسامبر ۲۰۱۶        |
| ۱۴      | ۳          | «بالاتر از قانون»        | کریس ربرت    | جیمز ویندلر پاتریک دی آدام داگلاس لورا جکمن آدام میلر                                     | ۲۸ مارس ۲۰۱۷          |
| ۱۵      | ۴          | «غلیظ تر از آب»          | کریس ریزر    | لوک مک مولن ترسا کولی پاتریک دی لورا جکمن آدام میلر                                       | ۲۵ آوریل ۲۰۱۷         |
| ۱۶      | ۵          | «به دار آویخته»          | جیسون پایک   | آدام داگلاس                                                                               | ۳۰ مه ۲۰۱۷            |

## دنباله
در ژولای ۲۰۱۷، تل تیل و اسکای بوند، خبر ساخت بازی مردگان متحرک: فصل پایانی را اعلام کردند. قسمت اول این بازی سرانجام در تاریخ ۱۴ آگوست ۲۰۱۸، منتشر شد.

## واژه‌نامه
1. ↑  Garcia
2. ↑  Javier
3. ↑  David
4. ↑  Salvador
5. ↑  Walker
6. ↑  Kate
7. ↑  Mariana
8. ↑  Gabe
9. ↑  Clementine
10. ↑  Prescott
11. ↑  Tripp
12. ↑  Conrad
13. ↑  Francine
14. ↑  Eli
15. ↑  Eleanor
16. ↑  Richmond
17. ↑  Jesus
18. ↑  Ava
19. ↑  Joan
20. ↑  Clint
21. ↑  Lingard
22. ↑  Max
23. ↑  Badger
24. ↑  Alvin Junior